# Brachycalanus ordinarius
Brachycalanus ordinarius är en kräftdjursart som först beskrevs av K.R.E. Grice 1973.  Brachycalanus ordinarius ingår i släktet Brachycalanus och familjen Phaennidae. Inga underarter finns listade i Catalogue of Life.